# 瓜拉尼俱乐部
瓜拉尼俱乐部（西班牙語：Club Guaraní），巴拉圭足球會，成立于1903年，为巴拉圭歷史第 2 悠久的足球會，得名于巴拉圭土著民族瓜拉尼人。

## 荣誉
- 巴拉圭足球甲级联赛 
  - 冠军(11): 1906, 1907, 1921, 1923, 1949, 1964, 1967, 1969, 1984, 2010春, 2016秋